# Георг фон Прім
Георг фон Прім (нім. Georg von Priem; 19 листопада 1883, Кельн — 9 січня 1944, Варшава) — німецький офіцер, генерал-майор вермахту.

## Біографія
Син гофмаршала оберстлейтенанта Прусської армії Георга фон Пріма і його дружини Терези, уродженої баронеси фон Плеттенберг. 13 березня 1902 року вступив в гвардійський гренадерський полк «Королева Августа» №4 в Берліні. З 20 липня 1912 по лютий 1914 року навчався в унтерофіцерському училищі.
З 2 серпня 1914 року — командир 2-ї роти резервного піхотного полку №55. 16 вересня 1914 року важко поранений кулеметною чергою в ліве плече і груди. 13 жовтня 1914 року захворів на дизентерію і тиф. Пізніше перебував при штабі армійського відділу «Фалькенгаузен». З 7 травня 1915 року — 1-й ординарець і 2-й офіцер Геншатбу (квартирмейстер) в штабі 13-ї ландверної дивізії, виконував обов'язки 1-го ад'ютанта і 1-го офіцера Генштабу (начальнкиа оперативного відділу). 16 лютого 1916 року пережив нервовий шок внаслідок автомобільної аварії. З 15 жовтня 1916 року — командир 4-го батальйону 82-го, з 2 лютого 1917 року — 1-го, з 9 квітня 1917 року — 2-го батальйону 60-го ландверного піхотного полку. З 30 грудня 1917 року — командир польового рекрутського депо 13-ї ландверної дивізії, з 1 серпня 1918 року — 3-го батальйону 15-го ландверного піхотного полку.
10 лютого 1919 року призначений в 57-й піхотной полк. З 27 лютого 1919 року — командир роти 4-го гвардійського гренадерського полку. З 8 листопада 1920 року — ад'ютант комісії сухопутних військ з перемир'я в Імперському військовому міністерстві. Навесні 1924 року призначений в Імперське військове міністерство в Берліні. З 1 жовтня 1924 року служив в штабі 3-го батальйону 3-го (прусського) піхотного полку в Остероде, потім — командир 11-ї роти, з 1 жовтня 1926 року служив в штабі 1-го батальйону свого полку в Марієнвердері. 31 січня 1928 року звільнений у відставку, проте наступного дня повернувся в армію як цивільний службовець земельної оборони при командуванні 6-го військового округу, з 1 квітня 1929 року — в штабі округу. З 1 грудня 1930 року — референт районного управління «Арнсберг-Північ». З 1 березня 1932 року служив в районному управлінні «Арнсберг-Півнчіний Захід-Південь». 1 жовтня 1933 року зарахований в земельну оборону і призначений в обласне військове управління Мюнстера. З 1 жовтня 1934 року — редактор Центральної вербувальної служби Мюнстера. З 1 листопада 1934 року — керівник вербувальної служби Косфельда-Мюнстерланду. 5 березня 1935 року зарахований в службу комплектування.
З 1 травня 1935 року — командир військового району Косфельда, з 15 червня 1938 року — 2-го військового району Кельна. З 28 липня 1940 року — керівник контрольної комісії A з питень перемир'я у Вісбадені, з 15 вересня 1940 року — контрольної інспекції сухопутних військ у Франції з штаб-квартирою в Буржі. 1 червня 1941 року зарахований на дійсну службу. 26 липня 1942 року відправлений в командний резерв ОКГ, проте до 2 серпня залишався на своїй посаді, а наступного дня був відряджений в штаб уповноваженого вермахту в Нідерландах і призначений комендантом 674-ї польової комендатури (Бреда). 20 жовтня 1942 року знову відправлений в командний резерв і відряджений в штаб командувача вермахтом в Україні, а наступного дня призначений комендантом 675-ї польової комендатури (Вінниця). Помер в 12-му резервному лазареті у Варшаві.

## Звання
- Фанен-юнкер (13 березня 1902)
- Фенріх (18 жовтня 1902)
- Лейтенант (18 серпня 1903; патент від 19 серпня 1902)
- Оберлейтенант (18 серпня 1911)
- Гауптман (8 листопада 1914)
- Майор (1 серпня 1925)
- Оберстлейтенант запасу (1 лютого 1928)
- Оберстлейтенант запасу у відставці (1 жовтня 1933)
- Оберстлейтенант у відставці (15 травня 1934)
- Оберстлейтенант служби комплектування (5 березня 1935)
- Оберст служби комплектування (1 січня 1937)
- Оберст (1 червня 1941)
- Генерал-майор (1 січня 1942)

## Нагороди
- Орден Церінгенського лева
  - лицарський хрест 2-го класу (27 січня 1908)
  - лицарський хрест 2-го класу з дубовим листям і мечами (21 квітня 1914)
- Залізний хрест
  - 2-го класу (6 жовтня 1914)
  - 1-го класу (31 грудня 1914)
- Почесний хрест (Шварцбург) 3-го класу з мечами (8 листопада 1914)
- Хрест «За військові заслуги» (Ліппе) (23 жовтня 1916)
- Ганзейський хрест (Гамбург; 1 січня 1918)
- Нагрудний знак «За поранення» в чорному (1918)
- Орден Святого Йоанна (Бранденбург), почесний лицар (1 серпня 1918)
- Сілезький Орел 2-го і 1-го ступеня (1919)
- Почесний хрест ветерана війни з мечами (30 жовтня 1934)
- Медаль «За вислугу років у Вермахті» 4-го, 3-го, 2-го і 1-го класу (25 років; 2 жовтня 1936) — отримав 4 нагороди одночасно.
- Пам'ятна військова медаль (Угорщина) з мечами (12 червня 1937)
- Медаль «У пам'ять 1 жовтня 1938 року»
- Хрест Воєнних заслуг
  - 2-го класу з мечами (лютий 1941)
  - 1-го класу з мечами (20 квітня 1942)
- Застібка до Залізного хреста 2-го і 1-го класу